# 下関インターチェンジ

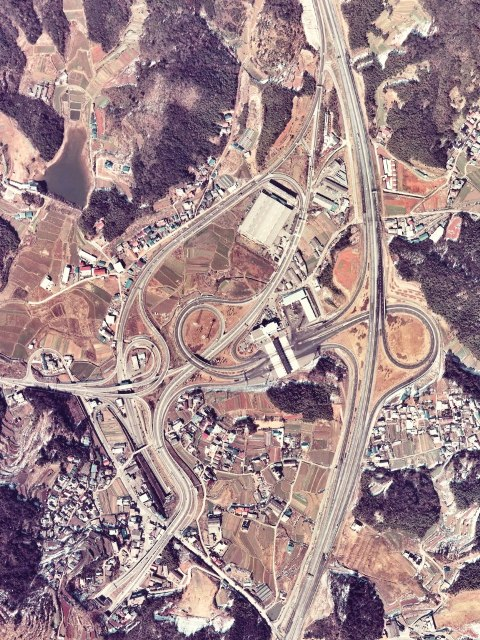
下関IC付近（右側縦の道路が中国道/関門道、1974年） -

下関インターチェンジ（しものせきインターチェンジ）は、山口県下関市の中国自動車道・関門自動車道のインターチェンジである。吹田JCTから540.1km地点に位置し、中国自動車道の終点となる。

## 概要
下関市中心部の北側に位置し、国道2号関門トンネルの下関側車道入口にも接続する、山口県内で最も通行台数の多いインターチェンジである。当ICと小月ICの間は中国道の他の4車線区間より橋梁部も含めて路肩が広く設計され、将来的に6車線（片側3車線）への拡幅が可能な構造として建設されている。
当ICを建設した日本道路公団では計画当初、中国道の数km東側の地点への建設を予定していたが、最も多くの交通量が見込まれた下関市と北九州市間の移動が逆戻り方向となり経済的不利益が生じるため、既設の関門トンネルへ接続する位置に変更された。
ICの構造は中国道側、一般道側ともトランペット型で、一般道側は交通量の多い下関市街地方面と結ぶ県道下関港線を主方向として接続し、関門トンネル方向へは従的に接続することで方面別に異なる交通需要に対応している。
また、当ICの建設にあわせて、従来は県道を利用していた下関市内の幡生方面への交通を国道側へ接続するように切り替え、IC接続部の混雑を緩和するよう設計された。こうした経緯からICの構造が複雑化して面積は15万平方メートルに達し、工費と用地補償費に27億円を要した。
山口県警察高速道路交通警察隊下関分駐隊が併設されている。西日本高速道路中国支社と九州支社との事業境界である。かつては西日本高速道路九州支社下関管理事務所があったが、2013年4月1日に北九州高速道路事務所と統合された。

## 道路
- 中国自動車道（37番）
- 関門橋（37番）

## 歴史
- 1973年11月14日 : 小月IC - 門司IC間の供用開始により開通。

## 接続する道路

### 直接接続
- 山口県道57号下関港線
- 山口県道258号武久椋野線

### 間接接続
- 国道2号

## 料金所
- ブース数：10

### 入口
- ブース数：4
  - ETC専用：2
  - ETC・一般：1　
  - 一般：1

### 出口
- ブース数：6
  - ETC専用：2
  - ETC・一般：1　
  - 一般：3

## 周辺
下関市中心部へは県道下関港線（椋野トンネル）を抜けた先にある。椋野トンネルの手前から火の山山麓の市道を経由するとみもすそ川公園付近にて国道9号と接続する。
- JR下関駅
- JR幡生駅
- JR新下関駅
- 新下関卸団地
- 下関卸商業団地
- 下関市地方卸売市場
- 壇ノ浦
- 火の山公園
- 長府
- 唐戸
- 下関港

## 隣
E2A 中国自動車道
(36)小月IC - (PA)王司PA - (37)下関IC
E2A 関門橋
(37)下関IC - (PA)壇之浦PA（下り線のみ） - (38)門司港IC - (PA)めかりPA（上り線のみ） - (1)門司IC
関門トンネル
(37)下関IC - 関門トンネル